# Ottumwa (Iowa)
Ottumwa város az USA Iowa államában. Lakosainak száma 25 529 fő (2020. április 1.).

## Közlekedés

### Vasút
A települést napi egy pár California Zephyr néven futó Amtrak távolsági vonatjárat érinti.

## Népesség
A település népességének változása:

| 2010 | 25 023 |
| 2020 | 25 529 |